# Saint-Léger (Charente-Maritime)
Saint-Léger település Franciaországban, Charente-Maritime megyében. Lakosainak száma 672 fő (2022. január 1.). Saint-Léger Berneuil, Bougneau, Colombiers, Jazennes, Montils, Pons, Saint-Seurin-de-Palenne és Villars-en-Pons községekkel határos.

## Népesség
A település népessége az elmúlt években az alábbi módon változott:
| Lakosok száma | 402  | 402  | 461  | 551  | 612  | 615  | 632  | 645  | 653  | 672  |
|               | 1968 | 1982 | 1990 | 2006 | 2013 | 2015 | 2017 | 2019 | 2020 | 2022 |